# Acolastus soomaaliensis
Acolastus soomaaliensis is een keversoort uit de familie bladkevers (Chrysomelidae). De wetenschappelijke naam van de soort werd in 1999 gepubliceerd door Scholler.